# Chapelle Notre-Dame-de-Clairmont d'Apt
Cette chapelle Notre-Dame-de-Clairmont est un bâtiment religieux datant du XIIe siècle, située à Apt, dans le Vaucluse.

## Histoire
Il semble que ce lieu, proche du plateau des Claparèdes, surplombant la vallée du Calavon, ait été occupé très tôt, dans l'Histoire, avec l'implantation d'un oppidum. Par la suite, en 1041, le « territorium Clarimontis » est mentionné dans un acte signé dans la proche Abbaye Saint-Pierre-des-Tourettes. Un château y avait été construit, appartenant aux évêques d'Apt, puis à la Famille de Simiane.
Cette chapelle est édifiée au XIIe siècle.
Subsistant à l'état de vestiges, elle est inscrite au titre des monuments historiques depuis le 20 juillet 1972.

## Construction
La chapelle faisait partie l'ensemble de bâtiment d'un prieuré. Sa nef, de forme rectangulaire, est formée de quatre traverses, couvertes par des voûtes en berceau. Son abside, semi-circulaire, en partie détruite, est elle-même couverte d'une voûte en cul-de-four. Quelques traces d'une fresque du XIVe siècle apparaissent sur ses murs. La porte principale de la chapelle s'ouvre en seconde travée, permettant, comme il est traditionnel, dans les bâtiments religieux de l'époque romane, la présence d'un porche.

## À voir aussi